# Directoire (Stilrichtung)

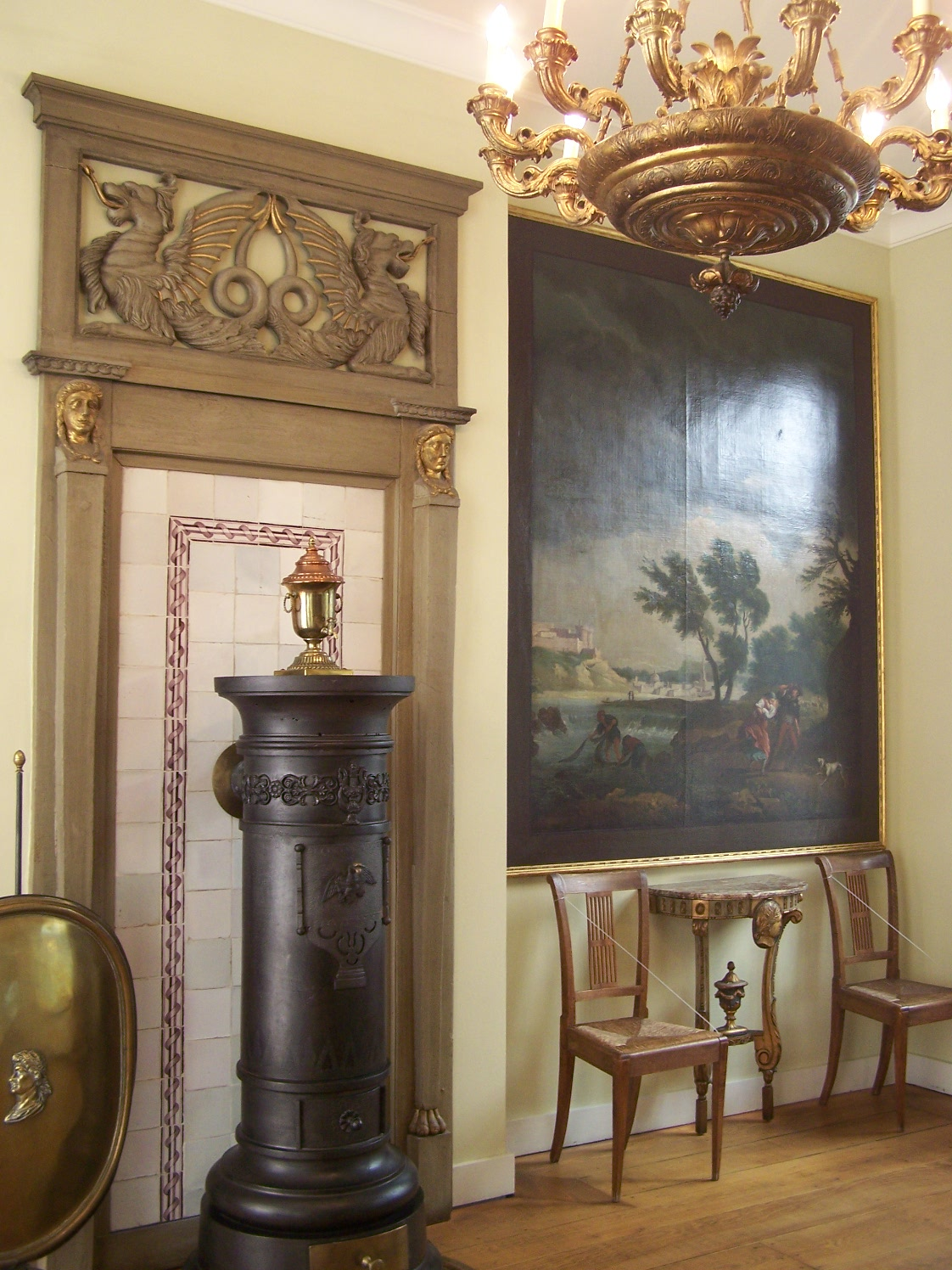
Directoire-Zimmer im Couven-Museum, Aachen

Das Directoire (frz.; dt. „Direktorium“) ist eine dem Klassizismus zuzuordnende Stilrichtung vor allem für Innendekorationen, Möbel und Malerei, deren Blütezeit in die Regierungszeit des Direktoriums in Frankreich (1795–1799) fällt, der letzten Regierungsphase der Französischen Revolution. Die zeitgleiche Architektur wird als Revolutionsarchitektur bezeichnet. 
Der Directoire-Stil setzte sich demonstrativ vom absolutistischen Barock ab, betonte bürgerliche Schlichtheit, Leichtigkeit und Eleganz, kultivierte das humanistische Bildungsideal und verwendete revolutionäre Symbolik. Damit liegt diese Stilrichtung zwischen dem frühklassizistischen Louis-seize, dem letzten vorrevolutionären Stil, der noch vom Ancien Régime geprägt war, und dem napoleonischen Empire, dessen Beginn 1803 mit der Umwandlung des Konsulats Napoleon Bonapartes in seine imperiale Alleinherrschaft angesetzt wird. Das Directoire vereinfachte die Linien des üppigeren Louis-seize, verstärkte noch dessen Verwendung antiker Motive und schuf eine schlichte und leichte Eleganz, noch ohne die bisweilen pompöse Schwere des Empirestils. Es führte Aufklärungs- und Revolutionssymbolik in die Kunst ein.

## Motive und Künstler
Als Ideale galten die Werte der antiken Römischen Republik, wie sie schon zuvor der neue amerikanische Federal Style propagiert hatte. Kinder erhielten Namen wie Brutus oder Solon. Möbel und Dekorationen wurden antiken Vorbildern nachempfunden, besonders römischen und etruskischen. Häufige Dekorationsmotive für Wände, Möbel und Textilien waren philosophische und politische Allegorien auf die Aufklärung und die Französische Revolution, wie etwa die Phrygische Mütze (Symbol der Freiheit), die Wasserwaage (Gleichheit), Hand-in-Hand-Motive (Brüderlichkeit), die Figur der Fides (Vertrauen), Spieße (Freiheit des Menschen), das Auge der Vorsehung (Vernunft) und Fasces (Rechtsprechung), ferner antike Motive wie klassische Vasen, Urnen, geflügelte Löwen, Drachen, Meerjungfrauen, weibliche Büsten, Pfeile und Bogen, Rundbögen und Arkaden, sowie Sphingen. Napoleons ägyptische Expedition von 1798 bis 1801 weckte starkes Interesse an der altägyptischen Kultur und führte zur sogenannten Ägyptomanie, wie sie etwa Dominique-Vivant Denon repräsentierte.
Protagonisten des Directoire-Stils waren die Architekten Charles Percier (1764–1838) und Pierre-François-Léonard Fontaine (1762–1853), die später zu führenden Vertretern des Empire-Stils wurden. In Deutschland kamen David Gilly mit seinem schlichten Klassizismus und sein Sohn Friedrich Gilly, beeinflusst von der Revolutionsarchitektur, dem Directoire-Stil am nächsten. Der bedeutendste Maler war Jacques-Louis David, später Hofmaler Napoleons, der die Gedenktage der Revolution wie antike Rituale inszenierte. Er ließ nach antikem Vorbild Möbel anfertigen, etwa kurulische Stühle oder die grazile Liege, auf der er 1800 Madame Récamier porträtierte. Die Récamier ließ sich von Percier und Fontaine eine berühmte Einrichtung anfertigen; Napoleon Bonaparte und seine Frau Joséphine de Beauharnais ließen sich ihr 1799 erworbenes Schloss Malmaison im Directoire-Stil dekorieren. Die handwerklichen Fähigkeiten der großen Möbelmeister und ihrer Gesellen aus dem 18. Jahrhundert waren noch vorhanden; infolge des Verbots der Zünfte durch die Revolution gingen sie jedoch nach dem Empire verloren und wichen im Biedermeier fabrikartiger Fertigung.
Mit Napoleons Herrschaftsantritt als Erster Konsul (1799 bis 1804) wandelte sich der Directoire-Stil zum Empire-Stil, der sich die Römische Kaiserzeit stilistisch ebenso zum Vorbild nahm wie Napoleon sich politisch den Kaiser Augustus – kulminierend in der Kaiserkrönung Napoleons I. am 2. Dezember 1804 und der Begründung des Ersten Kaiserreichs. Er ließ alte Königsresidenzen von Percier und Fontaine im neuen Stil dekorieren, insbesondere den Tuilerien-Palast in Paris. An die Stelle der Aufklärungs- und Revolutionssymbolik traten nun die Schlachten und Siege Napoleons, Schwerter, Speere, Banner und Cäsaren, der kaiserliche Adler, nachempfunden dem Aquila, dem Feldzeichen der Römischen Legionen, welche allesamt die Größe und den Heroismus ihres Schöpfers repräsentieren sollten.

## Abbildungen

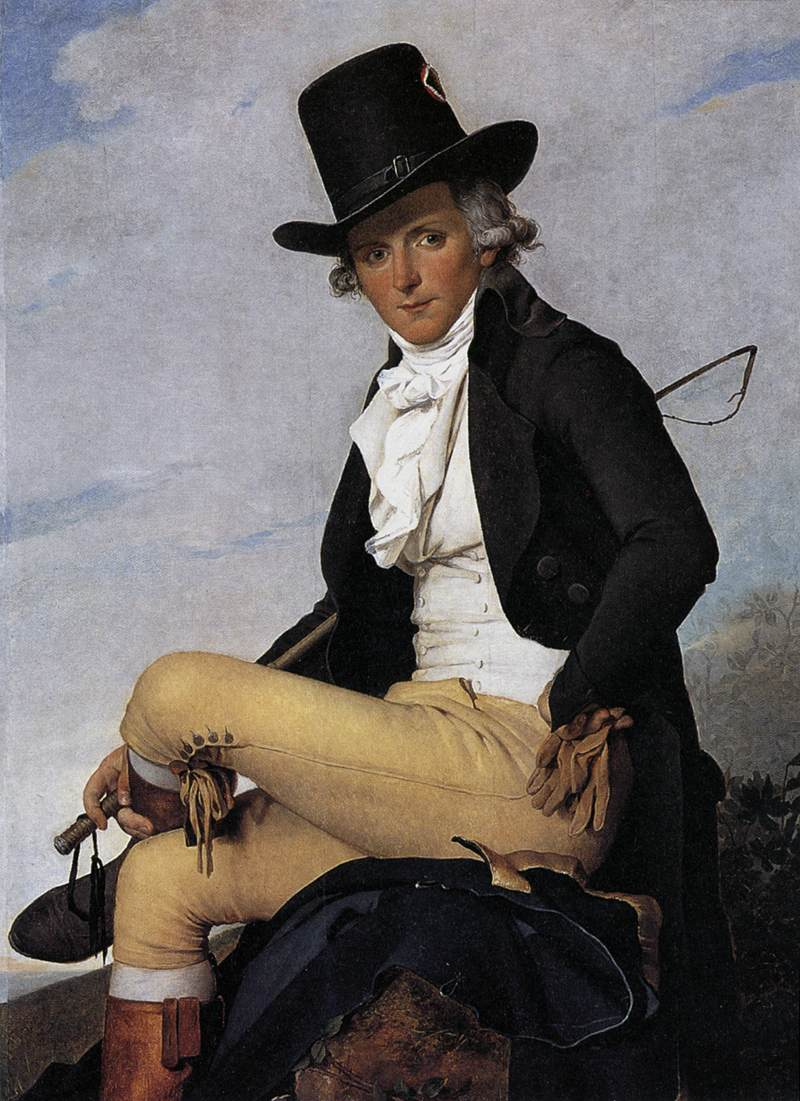
Jacques-Louis David: Pierre Sériziat (1795)
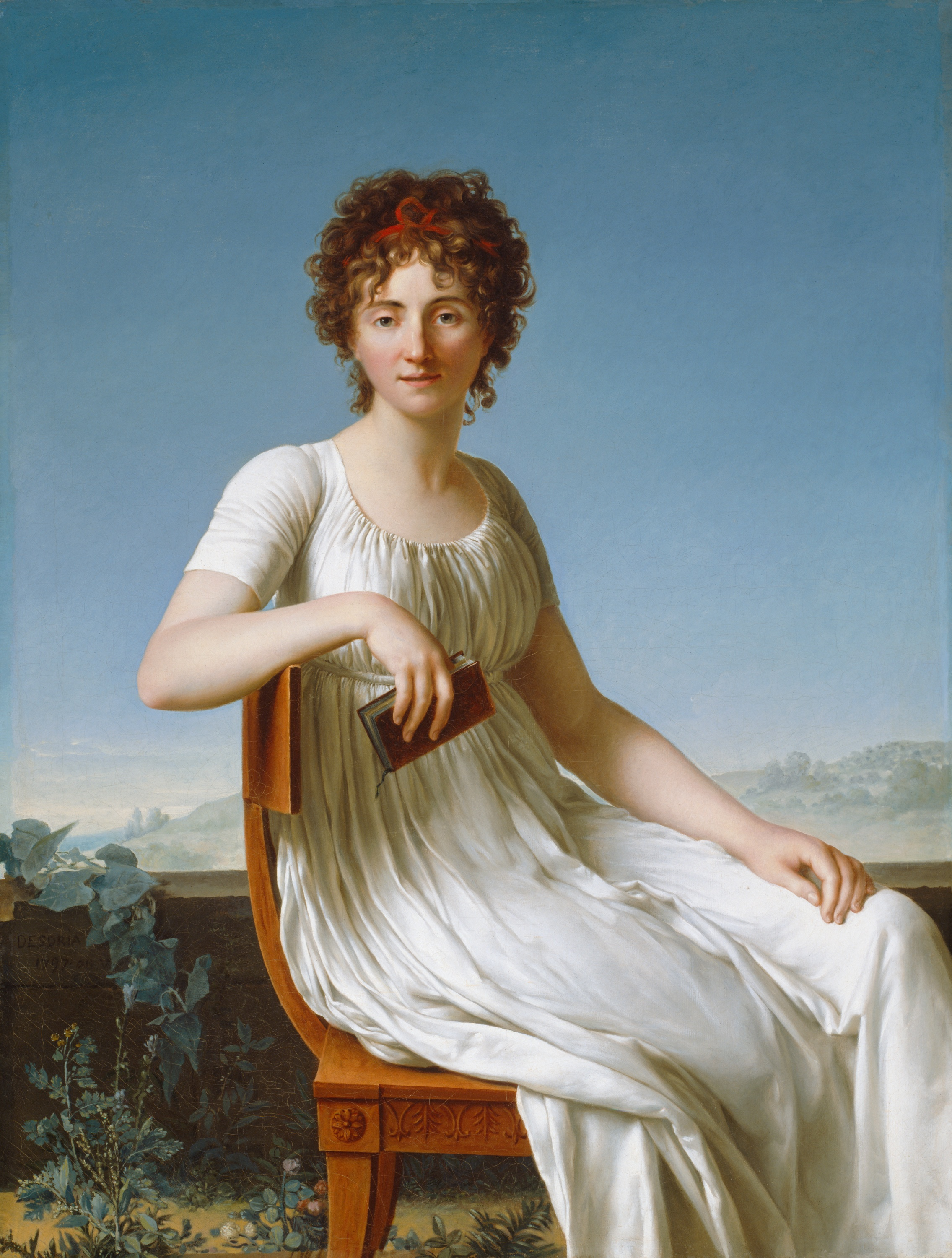
Jean-Baptiste François Desoria: Constance Pipelet (1797)
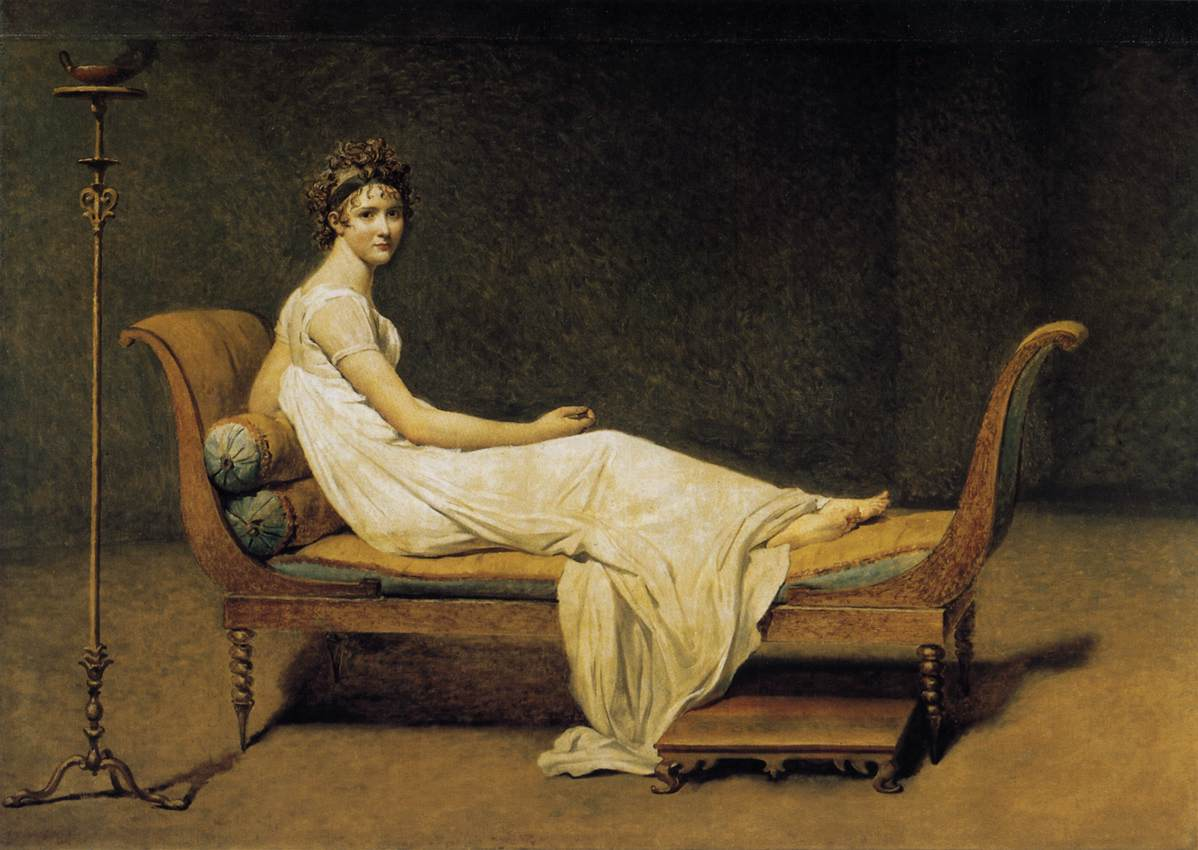
Jacques-Louis David: Madame Récamier (1800) auf ihrer Récamière
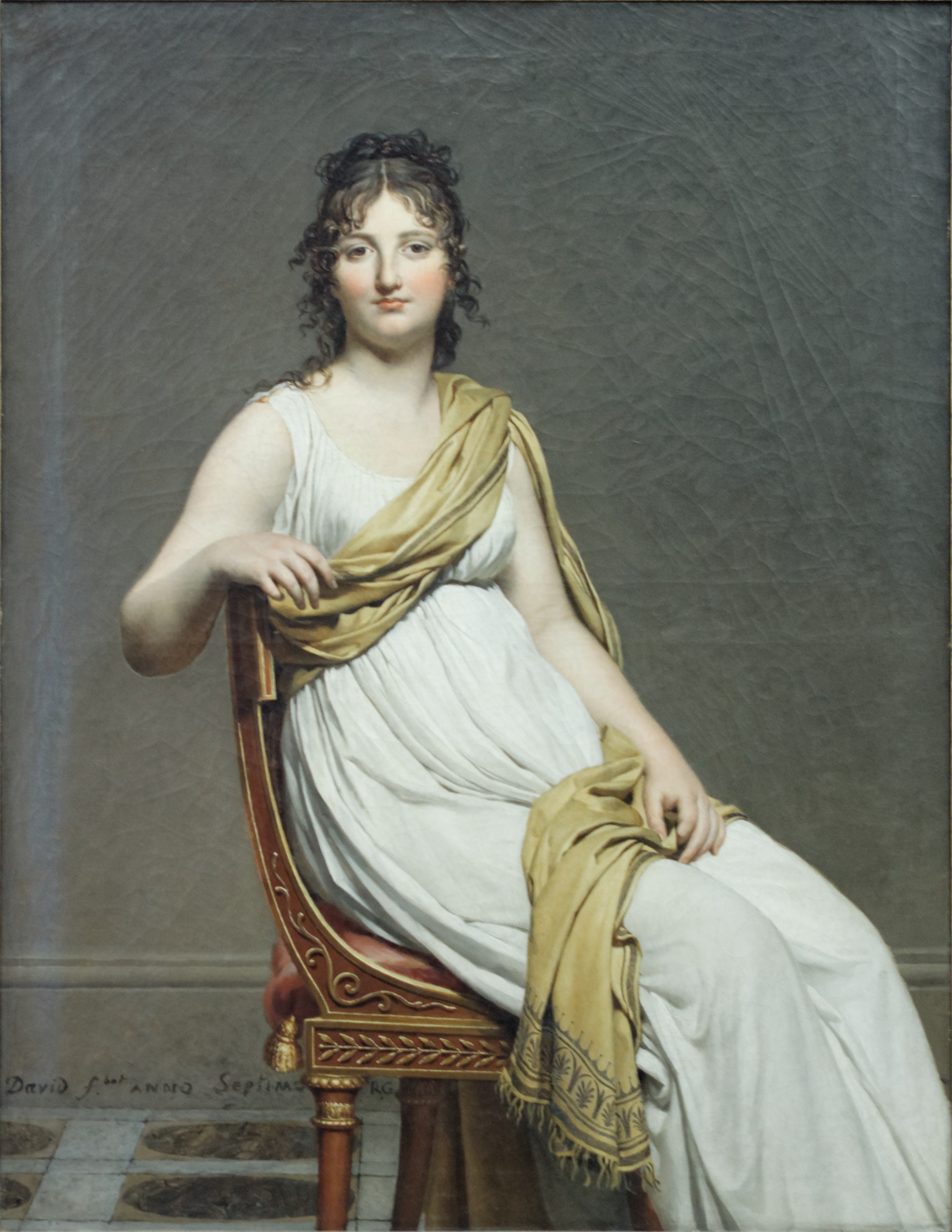
Jacques-Louis David: Madame de Verninac (1798)
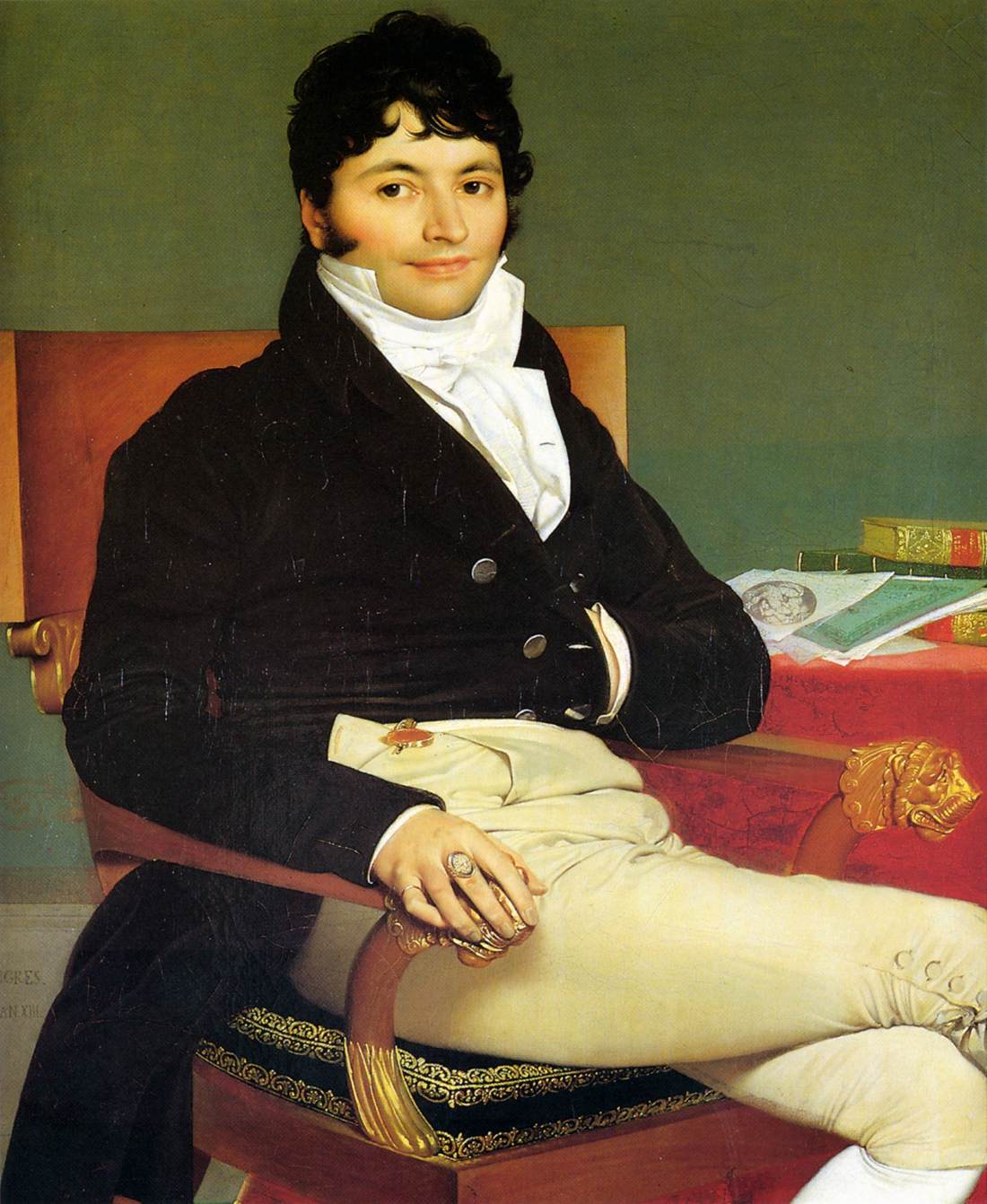
Jean-Auguste-Dominique Ingres: Monsieur Rivière (1805)
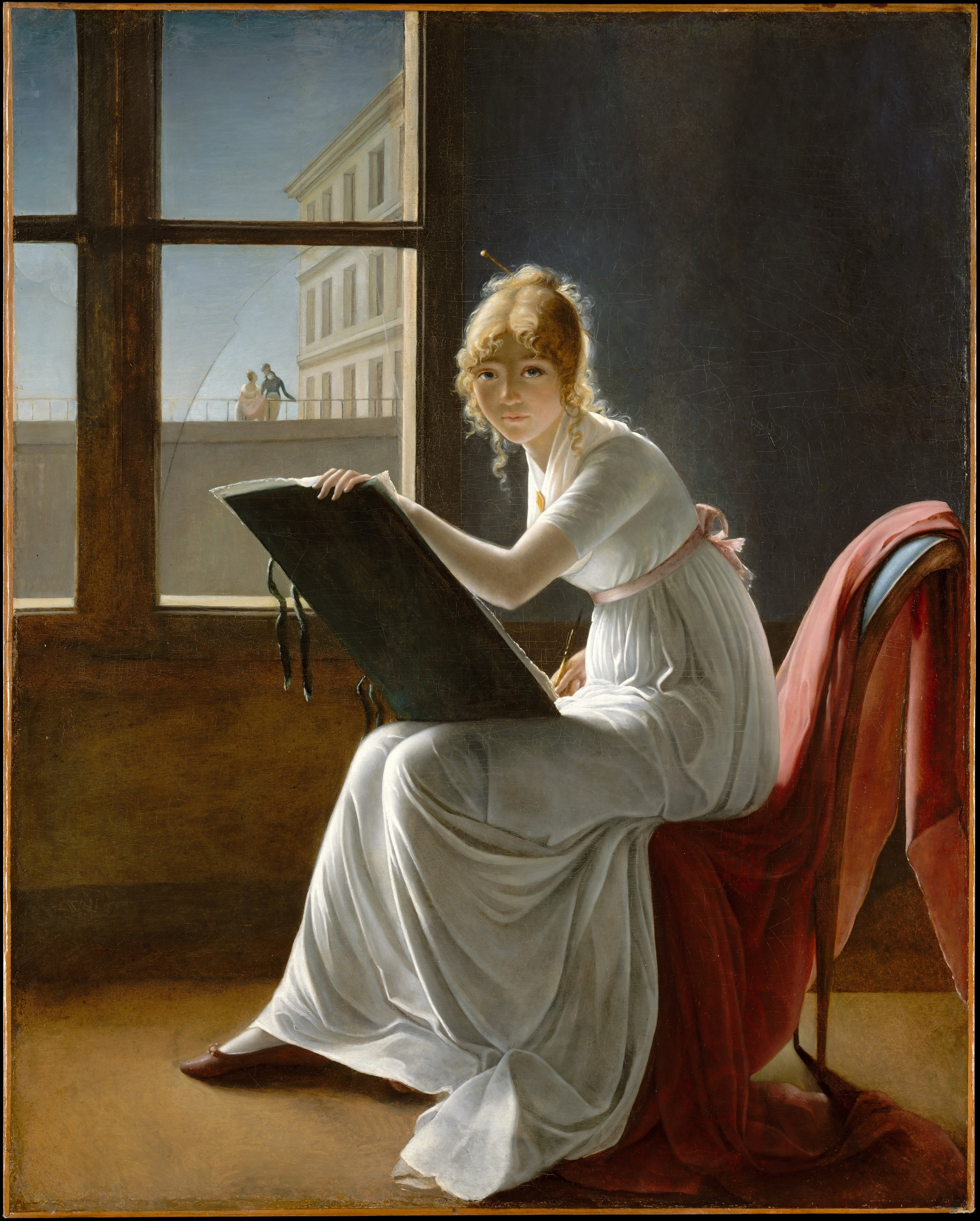
Marie-Denise Villers, Selbstporträt (1801)
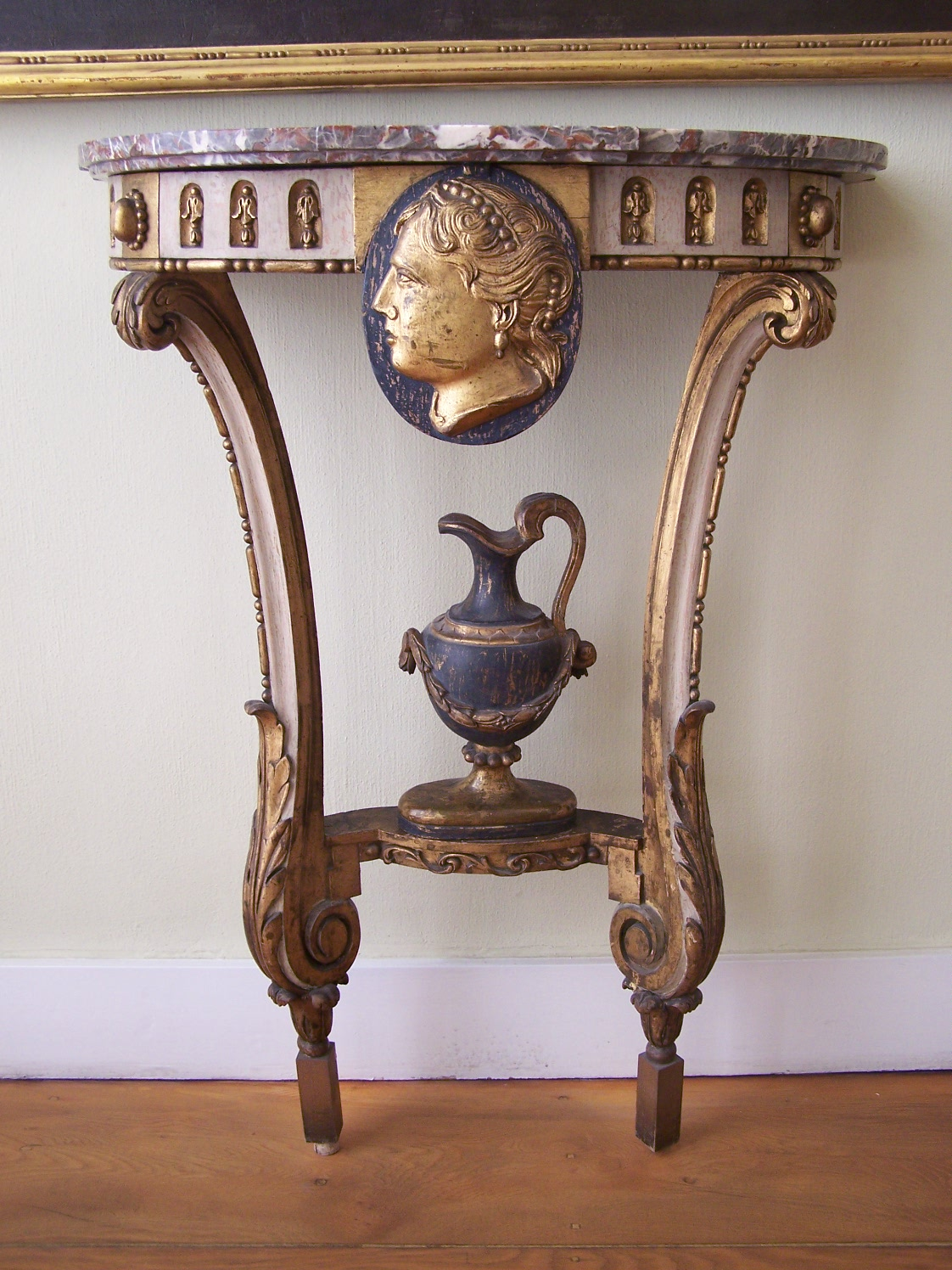
Konsole (Couven-Museum, Aachen)
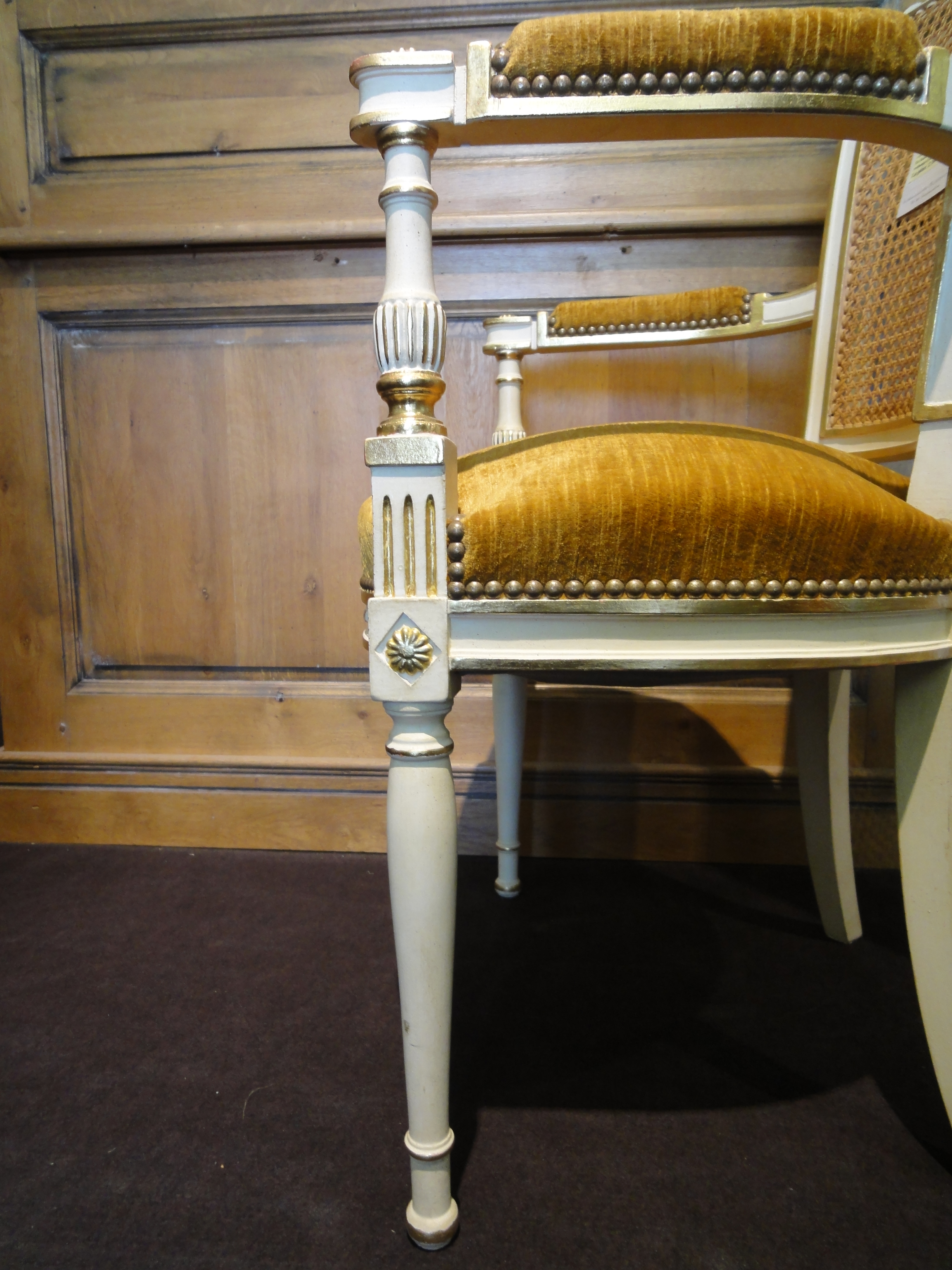
Stuhl der Ateliers Allot Frères
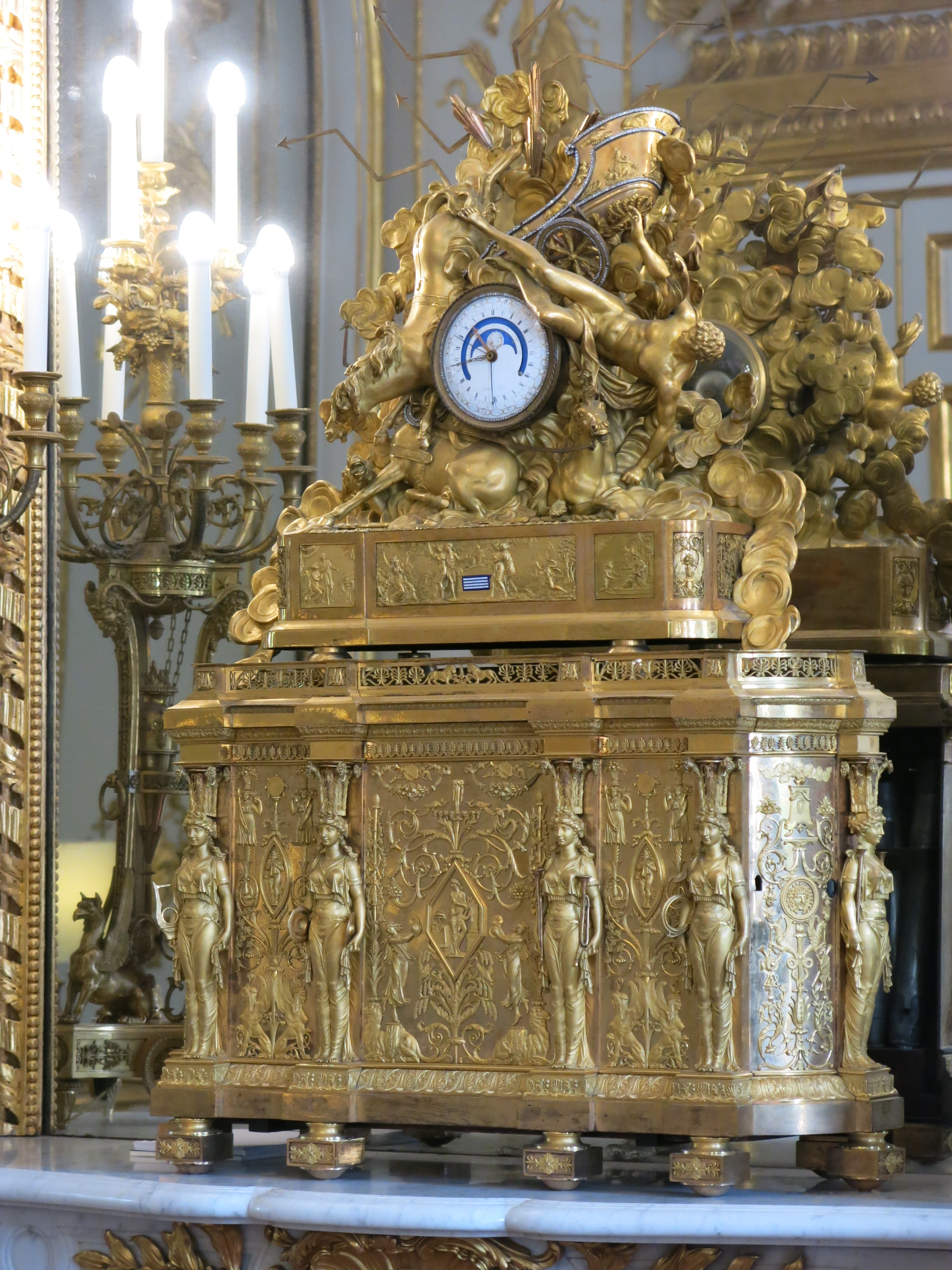
Pendule im Élysée-Palast
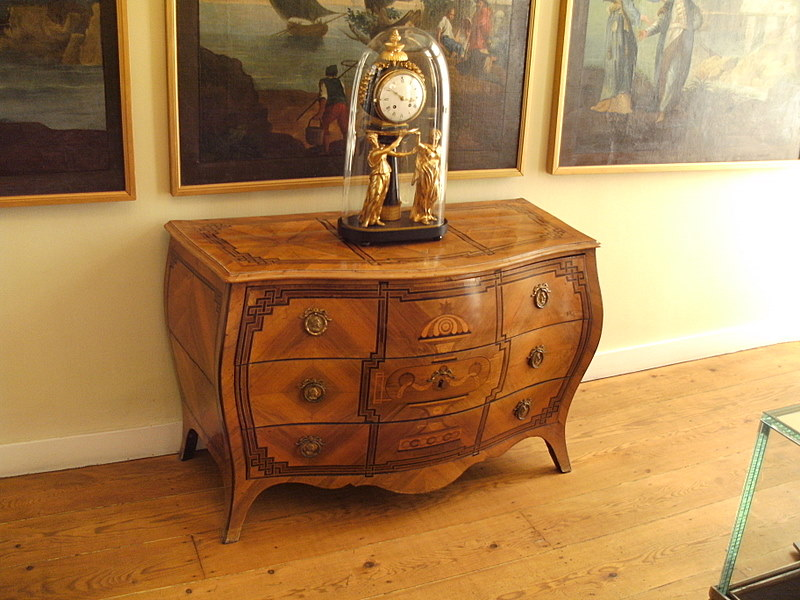
Kommode und Uhr (Couven-Museum)
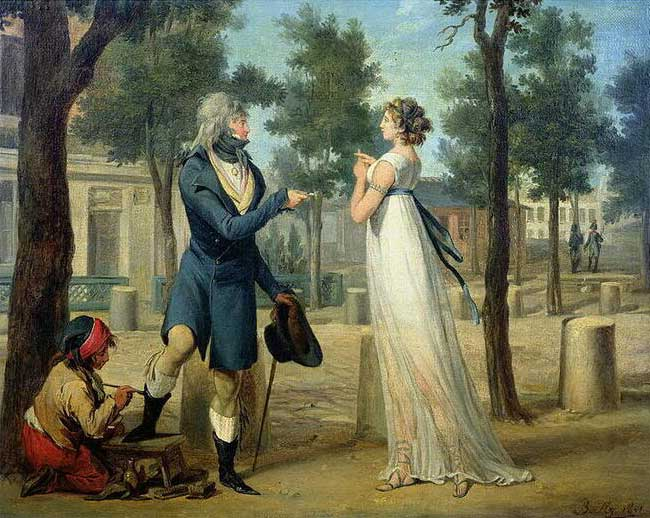
Louis-Léopold Boilly: Karikatur auf die Mode à la grecque des Directoire (ca. 1797)
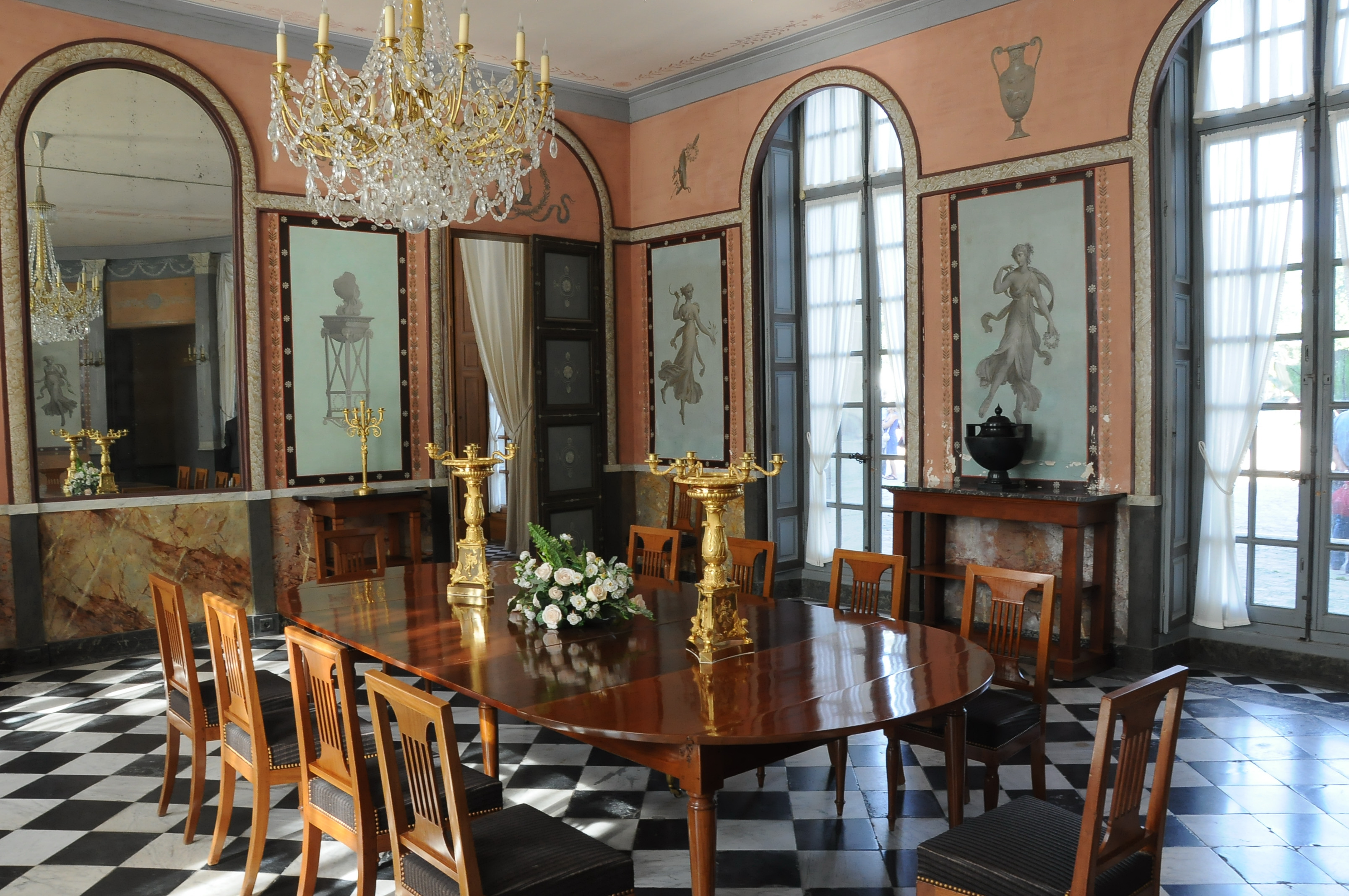
Speisezimmer im Schloss Malmaison
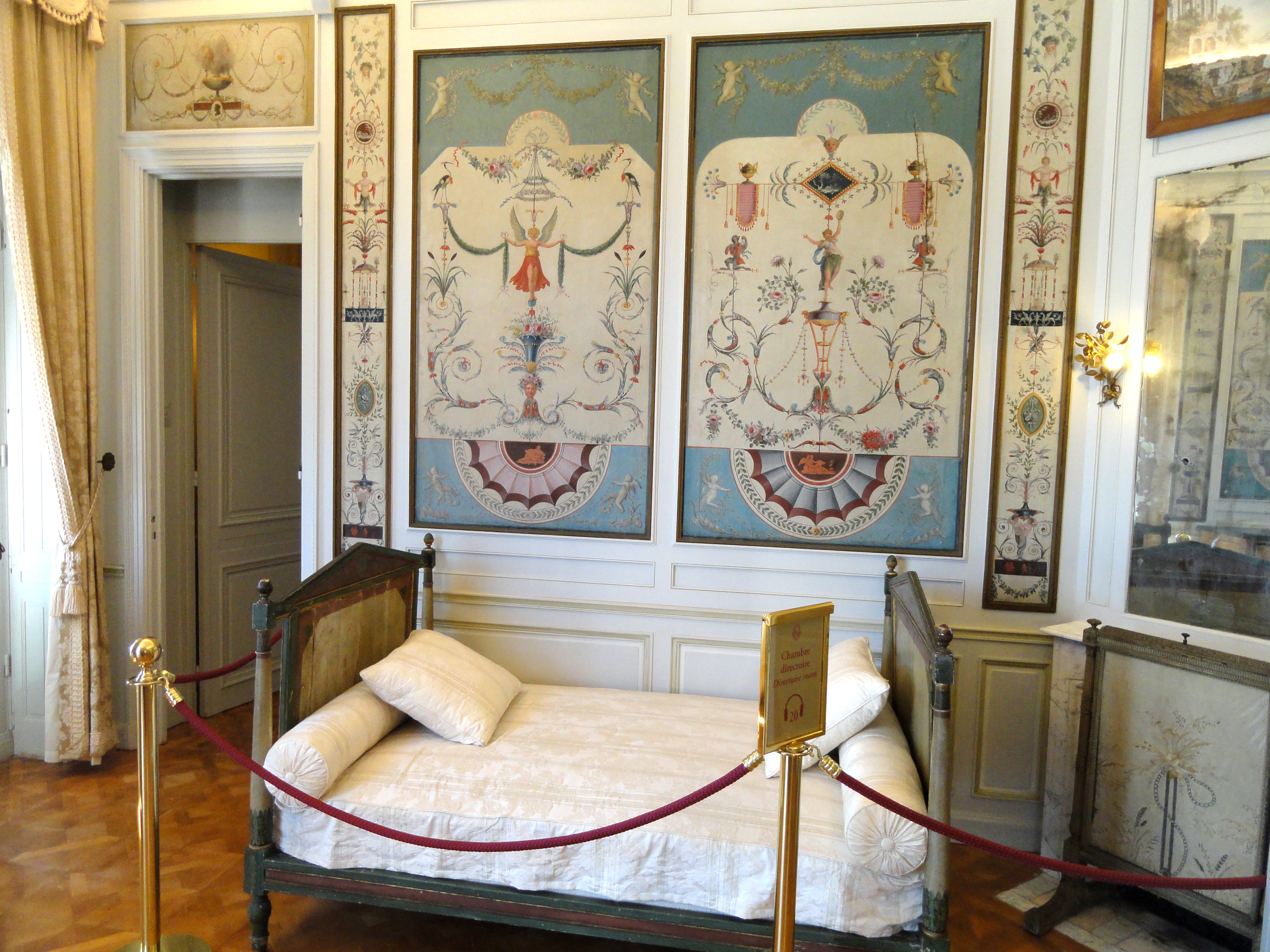
Directoire-Zimmer in der Villa Ephrussi de Rothschild im Pompejanischen Stil
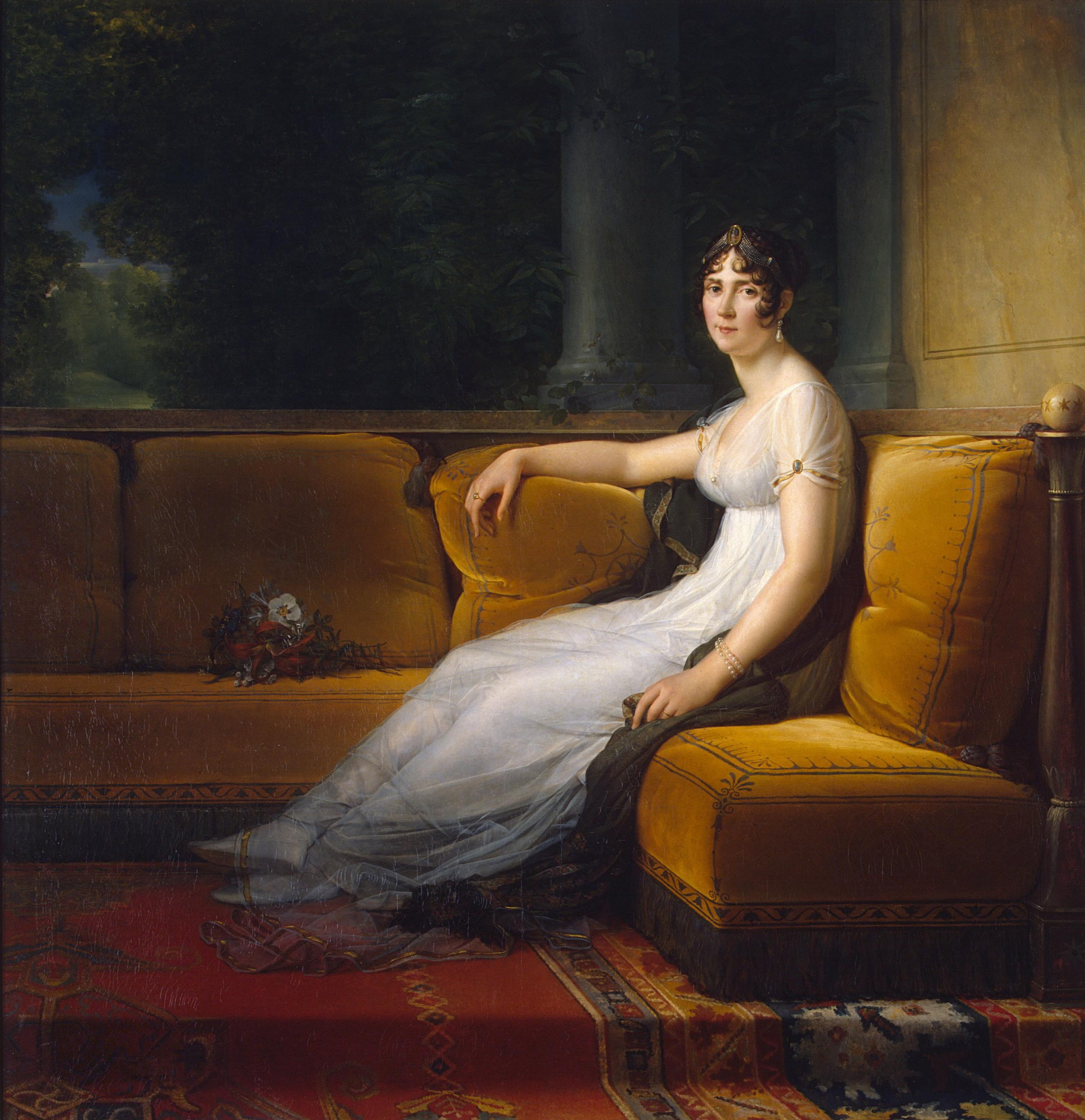
François Gérard: Joséphine de Beauharnais (1801)